# هنري ريتشاردسون

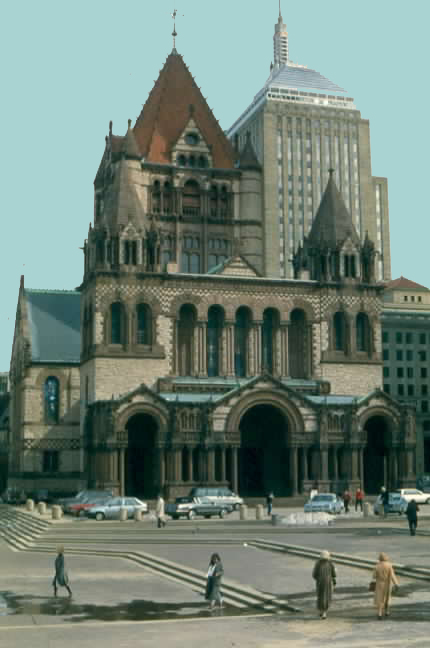
إحدى أعمال هنري ريتشاردسون.

هنري ريتشاردسون (بالإنجليزية: Henry Hobson Richardson) هو من أشهر المعماريين من مواليد 29 أيلول 1838 وتوفي في 1886 الولايات المتحدة الأمريكية.

## روابط خارجية
- هنري ريتشاردسون على موقع الموسوعة البريطانية (الإنجليزية)
- هنري ريتشاردسون على موقع الموسوعة البريطانية (الإنجليزية)